# 1803年2月21日日食
1803年2月21日日食为一次在协调世界时1803年2月21日出現的日全食。該次日食食分為1.0492，食甚維持4分9秒。

## 概述
這次日食的食分是1.0492，全食維持4分9秒。

## 基本參數
- 類型：日全食
- 食甚資料：
  - 日期：1803年2月21日
  - 時間：21時18分46秒
  - 地點：11S 136W
  - 食分：1.0492
  - 日全食持續時間：4分9秒

## 外部連結
- NASA日食專頁（页面存档备份，存于）（英文）